# Mary Miles Minter
Pour les articles homonymes, voir Minter.
Mary Miles Minter (25 avril 1902 - 4 août 1984) est une actrice populaire américaine du cinéma muet.

## Biographie

### Enfance et débuts
Née Juliet Reilly à Shreveport en Louisiane, Mary Miles Minter est la fille de l'actrice de Broadway Charlotte Shelby.
Shelby encouragea ses deux filles à faire carrière sur scène. À l'âge de cinq ans, elle accompagne sa grande sœur Margaret à une audition, faute de baby-sitter pour la garder. Elle fut remarquée par le réalisateur qui lui offrit son premier rôle à la suite duquel elle restera rarement inactive, grâce à son charme et son talent ne laissant personne indifférent.
Afin d'éviter les lois relatives au travail des enfants de Chicago, alors que sa fille joue sur scène, Charlotte Shelby obtient le certificat de naissance d'un cousin et change le nom de Juliet en Mary Miles Minter. Elle tourne son premier film en 1915 et sa carrière prit progressivement de l'ampleur.
Elle se spécialise dans les rôles de jeunes filles réservées et innocentes. Sa photogénie, ses yeux bleus et ses cheveux frisés en feront bientôt la rivale de Mary Pickford.
En 1919, elle tourne Anne of Green Gables, son premier film avec le réalisateur William Desmond Taylor, qui reçoit un bon accueil. Taylor n'aura de cesse de promouvoir la jeune actrice dont il perçoit le potentiel de star. Entre eux deux naît une relation romantique qu'elle qualifiera plus tard ainsi : « une belle flamme blanche ». Mais, selon Minter (qui avait grandi sans père), Taylor émit dès le début des réserves à leur liaison et y mettra un terme en justifiant la différence d'âge de 30 ans.

### Scandale
En 1922, William Desmond Taylor est assassiné à son domicile. Dans un entretien accordé en 1970 durant lequel elle décrit Taylor comme sa « moitié », Minter se remémore son effondrement lorsqu'elle fut autorisée à voir (et toucher) le corps du réalisateur à la morgue.
Le scandale qui suivit, simultanément au procès de l'affaire Roscoe Arbuckle, fit les beaux jours de la presse bon marché. Les journaux évoquèrent les lettres d'amour codées écrites par l'actrice retrouvées au domicile du réalisateur après sa mort (dont on apprendra plus tard qu'elles dataient de 1919, trois ans auparavant). Minter était alors au faîte de sa gloire, star de plus de cinquante films. Les révélations de la presse à sensation au sujet de la liaison de l'actrice de 20 ans avec le réalisateur assassiné de 49 ans ont longtemps entretenu le scandale.
Plusieurs personnes seront suspectées (dont sa mère Charlotte Shelby) au cours de la longue enquête qui suivit le meurtre. En 1937, Minter déclare au Los Angeles Examiner : « À présent je demande à être poursuivie pour le meurtre commis il y a quinze ans, ou alors à être complètement mise hors de cause. Si le procureur possède des preuves, il doit me poursuivre. Sinon, je dois être acquittée... Trop de soupçons ont nui à ma réputation »

## Fin de carrière et fin de vie
Après la mort de Taylor, Minter tourna quatre autres films pour la Paramount. Son dernier film The Trail of the Lonesome Pine, sort en 1923. Lorsque le studio ne renouvela pas son contrat, elle reçut de nombreuses offres mais les déclina toutes, n'ayant jamais été heureuse en tant qu'actrice. En 1925, elle poursuivit sa mère en justice pour l'argent qu'elle aurait détourné à son bénéfice durant sa carrière. L'affaire sera arrangée à l'amiable en dehors du tribunal par un accord signé par les deux parties au consulat américain de Paris, le 24 janvier 1927.
Minter commenta son bonheur de vivre sans Hollywood, se réconcilia complètement avec sa mère et proclama son amour pour Taylor toute sa vie durant. Elle avait fait des investissements dans l'immobilier à Los Angeles et sembla vivre confortablement, même si elle fut victime de cambriolages dans les années 1970 et 1980. La police la décrit comme une frêle vieille dame, les gens étaient très surpris en apprenant qu'elle fut autrefois une star de cinéma. Elle meurt en 1984 d'une attaque à Santa Monica, Californie.
Pour sa contribution à l'industrie du cinéma, Mary Miles Minter possède une étoile sur le Hollywood Walk of Fame au 1724 Vine Street.

## Filmographie partielle
- 1915 : L'Abandonnée (Emmy of Stork's Nest) de William Nigh

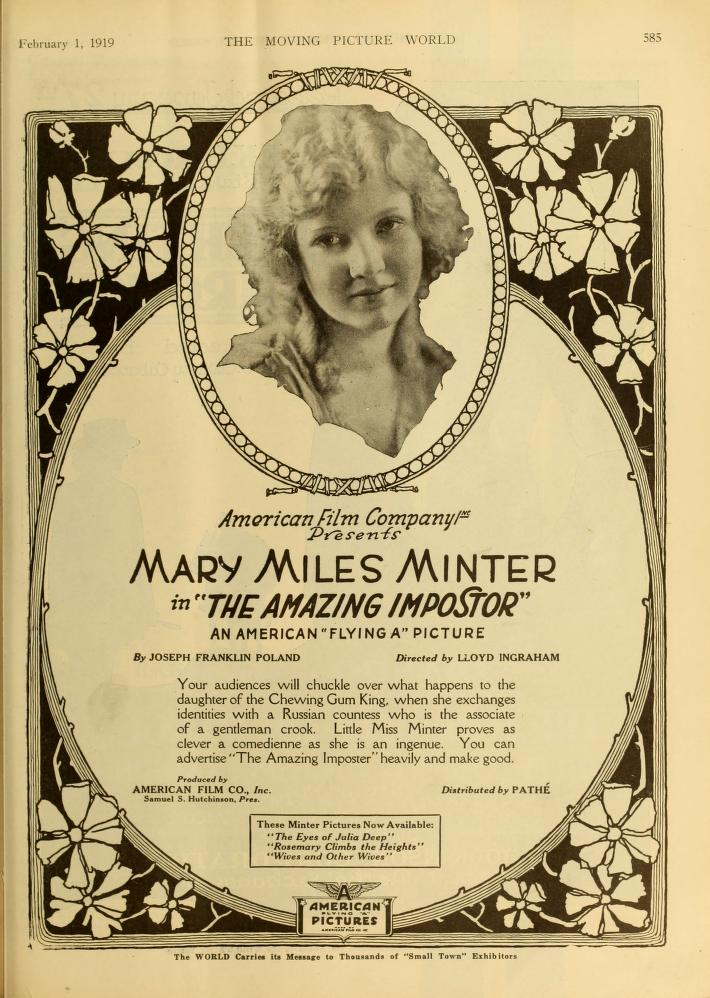
The Amazing Impostor (1919)

- 1916 : La Petite Danseuse des rues (A Dream or Two Ago) de James Kirkwood Sr. : Millicent Hawthorne
- 1916 : L'Innocence de Lizette (The Innocence of Lizette) de James Kirkwood Sr. : Lizette
- 1917 : La Gentille Intruse (The Gentle Intruder) de James Kirkwood Sr. : Sylvia
- 1917 : La Fille du fugitif (Her Country's Call) de Lloyd Ingraham : Jess Slocum
- 1917 : Rayon d'or (Charity Castle) de Lloyd Ingraham : Charity
- 1917 : Mary l'enfant volée (Melissa of the Hills) de James Kirkwood Sr. : Melissa Stark
- 1917 : Mary le petit mousse (The Mate of the Sally Ann) de Henry King  : Sally
- 1918 : Pour les beaux yeux de Mary (The Eyes of Julia Deep) de Lloyd Ingraham : Julia Deep
- 1918 : L'Aventure de Mary (Beauty and the Rogue) de Henry King : Roberta Lee
- 1918 : Son triomphe (Social Briars) de Henry King : Iris Lee
- 1918 : Mary la petite journaliste (Powers That Prey) de Henry King : Sylvia Grant
- 1920 : La Jolie Infirmière (Nurse Marjorie) de William Desmond Taylor : Lady Marjorie Killonan
- 1920 : Le Loupiot (Judy of Rogue's Harbor) de William Desmond Taylor : Judy
- 1920 : L'Enfant de la tempête (Jenny Be Good) de William Desmond Taylor : Jenny Riano
- 1922 : Le Roman de cousine Laure (Tillie) de Frank Urson : Tillie Getz